# Венелина Хаджиева
Венелина Андреева Хаджиева е българска актриса и народна певица.

## Биография
Родена е в град Златоград на 23 септември 1982 г. Прекарва детството си в гр. Неделино, където завършва основното си образование. От 6-годишна пее заедно със сестра си Лидия Хаджиева Неделински двуглас – фолклор, съществуващ само в Неделино. Двете заедно пеят по конкурси и фестивали от където печелят множество престижни награди и дипломи (съборите „Рожен“, „Копривщица“, „Родопите и космоса“ в Златоград, NEFFA в САЩ и мн. други.)
Дуетът наречен „Сестри Хаджиеви“ осъществява множество записи в Националното радио, Националната телевизия и др. През 2000 г. двете издават албум с Неделински двуглас на територията на САЩ.
Венелина завършва Държавното музикално училище в с. Широка Лъка с профил „Народно пеене“, а след това НАТФИЗ „Кръстьо Сарафов“ със специалност „Актьорство за куклен театър“ в класа на проф. Румен Рачев.
Работи като певица с хора на Мистериите на българските гласове с диригент Дора Христова, формация „Аква – Делиа“, групите „Бреинсторм“, „Икадем“, и др., с които реализира редица концерти в България, Швейцария, Австрия, САЩ, Франция, Португалия, Гърция, Македония, Румъния, Украйна, Сърбия.
Като актриса работи в Столичен куклен театър и частен театър „Албена“.
През 2006 г. печели втора награда на Фестивала „Милион чудеса“ в Банкя за композиция на детска песен.
През 2008 г. се включва в реализирането на музикалния проект „ShakaZuluOrchestra“ създаден от Минко Ламбов, който твори в областта на етно и уърлд музиката, по-късно преименуван на Point Of View Orchestra.
Творческите търсения на Венелина Хаджиева не престават с изпълнението на народна музика, джаз, поп, чуждестранни песни и други. През 2010 г. осъществява първия си концерт като солист на симфоничен оркестър с Разградската филхармония с диригент Кирил Ламбов, а по-късно пее и с филхармониите в Бурса (Турция), Плевен и Русе.
От 2012 г. играе в постановката „Зоро“ на сцената на Музикален театър „Стефан Македонски“ в ролята на Мария.